# Mazurka

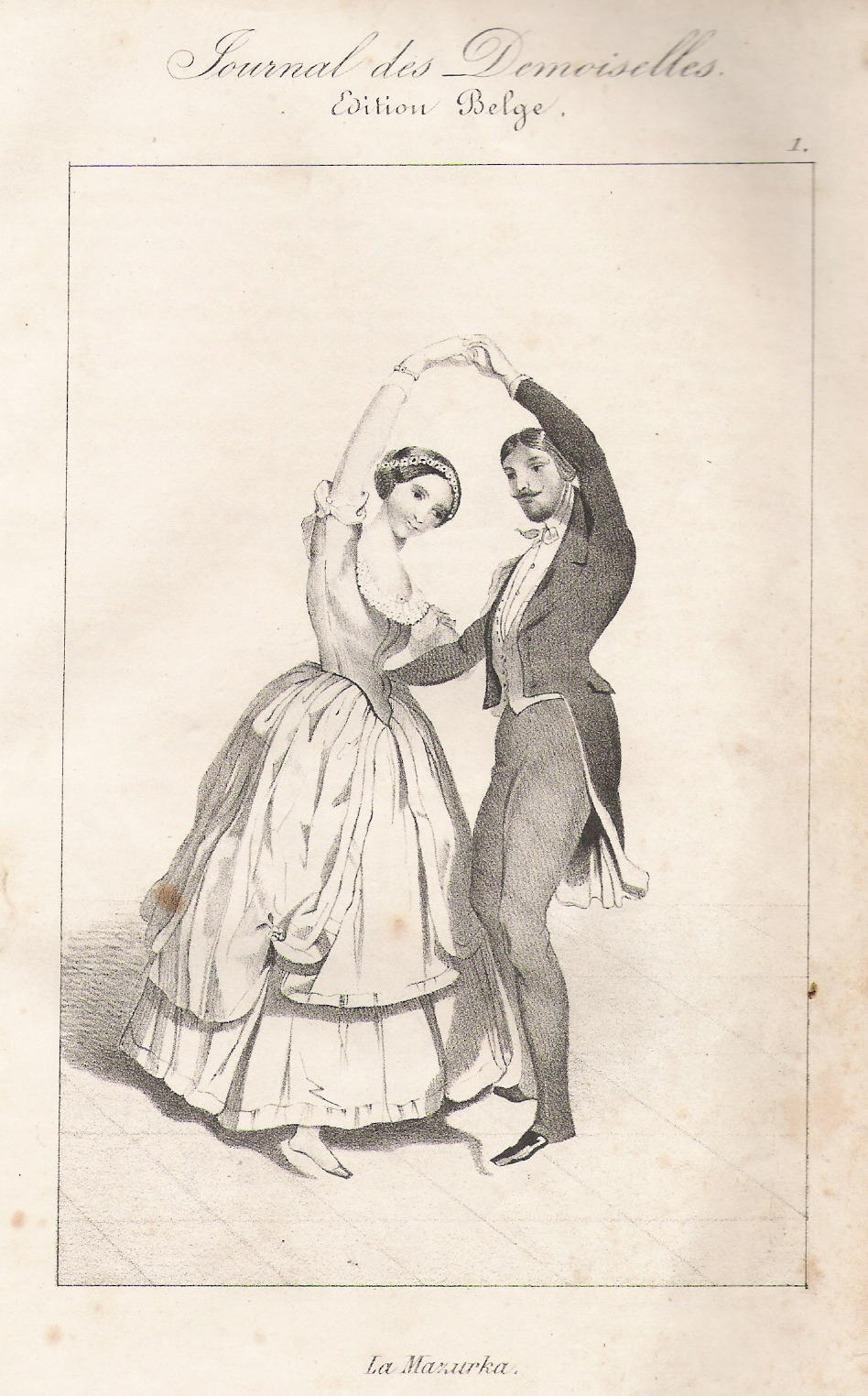
Mazurka; 1845

Příklady rytmů, které se objevují v mazurkách

Mazurka je původem polský lidový tanec obvykle živého tempa v třídobém taktu a také hudební skladba stejného rytmu. První doba bývá rytmicky členitá, objevuje se v ní například triola, trylek, nebo dvojice kratších not; zbylé dvě doby jsou rytmicky jednodušší a jedna z nich je akcentována.
V 19. století se mazurka stala poměrně oblíbeným společenským tancem v mnoha částech Evropy.
Mezi nejznámější mazurky, které vytvořili klasičtí hudební skladatelé, patří díla Fryderika Chopina. Jeho mazurky se poněkud liší od tradiční podoby, používá v nich i klasické kompoziční techniky jako kontrapunkt nebo chromatiku. Na druhou stranu zachovává některé typické prvky, jako například základní rytmus nebo opakování taktů i větších částí skladby.